# 黑脸鹦雀
黑脸鹦雀（学名：Erythrura kleinschmidti）是斐济维提岛上的一种梅花雀。主要分布于维提岛中部和东部地区的无人成熟林中。该物种的保护状况被评为易危。